# Microtus ilaeus
Microtus ilaeus es una especie de roedor de la familia Cricetidae.

## Distribución geográfica
Se encuentra en el Afganistán, Kazajistán, Tayikistán, Turkmenistán y Kirguistán. 